# Orchestersuiten (Bach)
Vier Orchestersuiten von Johann Sebastian Bach sind erhalten (BWV 1066–1069). Es handelt sich jeweils um eine Folge von Tanzsätzen mit einer vorangestellten Ouvertüre. Da Bach diesen Suiten keine besondere Überschrift gab, werden sie auch heute nach der Überschrift des ersten Satzes oft schlicht „Ouvertüren“ genannt.
Dieser erste Satz nimmt oft mehr als die Hälfte des Raums ein, was seine Bedeutung unterstreicht. Er besteht immer aus einer französischen Ouvertüre mit einem ersten Abschnitt im typischen punktierten Rhythmus, einem darauffolgenden Fugato mit umfangreichen konzertanten Passagen und einer – hier immer stark variierten – Wiederaufnahme des Anfangsabschnitts. Wiederholungszeichen am Schluss legen die gemeinsame Wiederholung des zweiten und dritten Teils nahe; da dies für den heutigen Geschmack dem ersten Satz ein zu starkes Gewicht gäbe, wird die Wiederholung heute meist weggelassen.
Auf den umfangreichen ersten Satz folgt jeweils eine freie Folge von Tänzen; in den Orchestersuiten beachtet Bach dabei keine bestimmte Tanzfolge; so gibt es keine einzige Allemande und nur einmal eine (bei ihm sonst so häufige) Gigue; hingegen tauchen Tänze auf wie Forlane, Réjouissance oder Badinerie, die Bach sonst praktisch gar nicht verwendet. Während die Einleitungssätze deutlich durch konzertante Elemente geprägt sind, stellen die Tanzsätze dann die Instrumentalgruppen meist in eher schlichter Weise einander gegenüber, insbesondere in der ersten und zweiten Suite.
Die vier Kompositionen sind unabhängig voneinander überliefert; sie bilden keinen Zyklus. Autographe Partituren liegen nicht vor, sondern lediglich Abschriften der Einzelstimmen. Eine Datierung war daher lange nicht möglich (siehe dazu unten). Als sicher gilt, dass Bach die Werke ab 1723 im Rahmen seiner Konzerte mit dem Collegium Musicum in Leipzig aufführte.
1909 führte Gustav Mahler eine Suite nach den Orchesterwerken von J. S. Bach. auf, die Sätze aus der zweiten und dritten Orchestersuite kombinierte.

## Die vier Orchestersuiten

### Suite Nr. 1 C-Dur BWV 1066

#### Besetzung
- Oboe I/II
- Fagott
- Violine I/II
- Viola
- Basso continuo

#### Satzfolge
- Ouverture c – ¢ – c C-Dur
- Courante 3/2 C-Dur
- Gavotte I ¢ C-Dur
 – Gavotte II ¢ C-Dur
- Forlane 6/4 C-Dur
- Menuett I 3/4 C-Dur
 – Menuett II 3/4 C-Dur
- Bourrée I ¢ C-Dur
 – Bourrée II ¢ c-Moll
- Passepied 3/4 I
 – Passepied II 3/4 C-Dur

#### Entstehung
Über die Entstehung der gesamten Werkgruppe ist wenig bekannt, darin bildet auch die erste Suite keine Ausnahme. Immerhin sind Stimmen aus Bachs erstem Leipziger Jahr überliefert; da diese höchstwahrscheinlich nicht auf eine Kompositionspartitur, sondern auf einen schon existierenden Stimmensatz zurückgehen und die Kopisten sonst nicht für Bach schrieben, nimmt man heute an, dass Bach das Werk nach Leipzig mitbrachte und es einem Kollegen zur Aufführung zur Verfügung stellte. Ob die Suite in Köthen oder schon in Weimar entstand, ist unbekannt.

#### Ouvertüre
Die Ouverture ist als einziger Satz tatsächlich konzertant gearbeitet und enthält umfangreiche dreistimmige Partien für die Oboen und das (nur hier mit einer eigenen Stimme bedachte) Fagott. Die Bläser führen kein zusätzliches Thema ein, wohl aber einen charakteristischen Kontrapunkt. In einigen dieser Solopassagen umspielen sie auch die Orchesterviolinen, die das Thema nacheinander unisono auf verschiedenen Tonstufen bringen. So ist das Fugenthema im gesamten Mittelteil des Satzes ständig präsent.
Der dritte Abschnitt ist eine freie Variation des Anfangs, indem erste Violine und Bass – zumindest rhythmisch – die Stimmen tauschen.

#### Tänze
Nach der Ouverture setzt das Werk das Trio der Holzbläser im Allgemeinen satzweise chorisch gegenüber den Streichern ein. So sind Courante und Gavotte I vierstimmig gesetzt; beide Oboen doppeln die erste Violine. Gavotte II ist ein „klassisches“ Trio aus Oboen und Continuo, dem die hohen Streicher stellenweise eine kleine Fanfare hinzufügen. Es folgt eine Forlane, in der Oboen und erste Violine ihr ruhiges Thema über den aufgeregt wirbelnden Mittelstimmen ausbreiten.
Das Menuett enthält wieder ein „Trio“, diesmal aber für die Streicher alleine. Spitta beschrieb seinen geheimnisvollen Charakter mit den Worten „duftig süß und heimlich kosend schwebt es mit elastischem Tritt.“ Es folgt eine Bourrée, die wieder das klassische Trio für die Holzbläser enthält.
Der abschließende Passepied verwendet im kontrastierenden Mittelsatz das Originalthema in den hohen Streichern und fügt nach Art einer Variation eine fortlaufende Achtelkette der beiden unisono geführten Oboen hinzu.

### Suite Nr. 2 h-Moll BWV 1067

#### Besetzung
- Traversflöte
- Violine I/II
- Viola
- Basso continuo

#### Sätze
- Ouverture c – ¢ – (Lentement) 3/4 h-Moll
- Rondeau ¢ h-Moll
- Sarabande 3/4 h-Moll
- Bourrée I ¢ h-Moll
 – Bourrée II ¢ h-Moll
- Polonaise (Moderato) 3/4 h-Moll
 – Double 3/4 h-Moll
- Menuett 3/4 h-Moll
- Badinerie 2/4 h-Moll

#### Entstehung
Eine autographe Partitur ist nicht erhalten, wohl aber Stimmen aus der Zeit von 1738/39. Bach übernahm 1739 nach zweijähriger Pause wieder das Collegium Musicum und wird das Werk für seine regelmäßigen Kaffeehauskonzerte in Leipzig vorgesehen haben. Dies wird aber nicht die erste Aufführung gewesen sein; die heutige Forschung vermutet eine vorausgegangene Version in a-Moll. Gute Gründe sprechen dafür, dass die Erstfassung nur für Streicher geschrieben war; sie enthielt dann wohl noch nicht die solistische Bourrée II, und die auffallend wenigen übrigen Solostellen waren wohl der ersten Violine anvertraut.
Die zweite Suite enthält einige meisterhafte satztechnische Finessen, darunter im Schlussteil der Ouvertüre einen angedeuteten mehrfachen Kanon aller Stimmen und in mehreren Sätzen Kanons zwischen Oberstimme und Bass; in der Sarabande sogar einen strengen Quintkanon; dies lässt einige Forscher das Werk erst in der späten Leipziger Zeit ansetzen.

#### Ouverture
Der einleitende Abschnitt verwendet die Flöte nur zur Dopplung der ersten Violine und baut auf Imitation zwischen dieser und dem Bass auf. Das Fugato-Thema im folgenden Teil ist durch einen charakteristischen Vorhalt gekennzeichnet (der heute meist staccato gespielt wird); es wird in der Exposition durch alle Stimmen geführt, ehe das erste Zwischenspiel die Flöte als Soloinstrument einführt. In den meist sehr ausgedehnten Solopassagen bringt das Continuo immer wieder deutlich das Fugenthema, was für einen starken thematischen Zusammenhalt des ausgedehnten Satzes sorgt. Der Schlussteil – wieder im punktierten Rhythmus des Anfangs – spielt deutlich auf dessen Thema an und führt es kontrapunktisch durch alle Streicher.

#### Tänze
Zentrale Sätze sind Bourrée und Polonaise. Sie sind zweiteilig, wobei der zweite Abschnitt der Flöte Raum für virtuose Soli gibt – in der Bourrée gestützt durch weiche („doucement“) Streicherakkorde, in der Polonaise durch das Thema im Continuo. Die beiden Sätze werden gerahmt durch eine Sarabande und ein Menuett, die beide nach kanonischem Prinzip aufgebaut sind: die Sarabande erscheint als Kanon in der Quinte, und auch im Menuett ergibt sich eine durchgängige Imitation zwischen erster Violine und Bass – die Flöte doppelt hier nur die Violine.
Eingeleitet wird die Folge der Tänze durch ein Rondeau – dieses fügt zwischen die Themenwiederholungen kontrastierende Passagen ein, die meist die Mittelstimmen (also nicht die Flöte) hervorheben. Die abschließende Badinerie („Tändelei“) setzt dann wieder voll auf die Virtuosität des Flötisten, unterstützt durch ein treibendes Continuo und Akkordschläge der Streicher. Der Satz gehört wohl zu den bekanntesten Einzelsätzen der Barockmusik.

### Suite Nr. 3 D-Dur BWV 1068

#### Besetzung
- Trompete I/II/III
- Pauken
- Oboe I/II
- Violine I/II
- Viola
- Basso continuo

#### Sätze
- Ouverture c – 2 (vite) – c D-Dur
- Air c D-Dur
- Gavotte I ¢ D-Dur
– Gavotte II D-Dur
- Bourrée ¢ D-Dur
- Gigue 6/8 D-Dur

#### Entstehung
Es ist keine autographe Partitur erhalten, die Auskunft über die Entstehung des Werks geben könnte. Auffällig ist aber die Satztechnik, da die Basis der Orchestrierung alleine in den Streichern liegt: Die Oboen doppeln ausnahmslos die erste Violine (nur in Gavotte II die erste und zweite Violine), und die Trompeten unterstützen rhythmisch und klanglich, indem sie besonders Themenköpfe und Kadenzen hervorheben. Es liegt nahe, an eine Erstfassung für Streicher alleine zu denken; die schematische Orchestrationsweise mit ständiger Hervorhebung der ersten Violinstimme muss aber nicht unbedingt eine frühe Entstehung bedeuten; genauso gut könnte Zeitknappheit die Ursache gewesen sein. Da es offenbar primär um die Verstärkung der Melodiestimme ging, lag möglicherweise ein besonderer Anlass vor – Bach führte in Leipzig mit dem Collegium Musicum regelmäßig Auftritte im Zimmermannschen Kaffeehaus durch, das auch über einen Garten für Freiluftaufführungen verfügte.

#### Ouvertüre
Das Fugatothema ist im Grunde ein weit ausgesponnener Dominantseptakkord und konnte, wie Diether de la Motte bemerkt, erst entstehen, als die Harmonik diesen Septakkord allgemein in ihre Sprache aufgenommen hatte. Es gibt nur zwei – recht ausgedehnte – Solopassagen, und beide sind ganz ähnlich aufgebaut: Ein groß angelegtes Solo der ersten Violine, zunächst nur gestützt durch die Streicher. Nach und nach kommen Oboen und Trompeten mit Begleitstimmen hinzu, bis schließlich der volle Tuttiklang erreicht ist. Weitere zwei Takte der ersten Violine mit Continuo führen dann wieder in das Tutti, und in eine neue Durchführung des Fugenthemas.

#### Folgesätze
Das folgende, von den Streichern allein vorgetragene Air („Melodie“, also kein Tanzsatz) mit seinen lang gehaltenen Akkorden und weit ausgreifenden Kantilenen über der in charakteristischen Oktavsprüngen fortschreitenden Basslinie gehört zu den bekanntesten Einzelsätzen der klassischen Musik, da es sehr häufig Gegenstand von Bearbeitungen wurde.
Die weiteren Sätze der nun recht kurzen Komposition basieren sehr stark auf deutlichen und jeweils mehrfach wiederholten charakteristischen Rhythmen, die den Sätzen einen etwas kleingliedrigen Charakter verleihen. So folgen nun eine Gavotte mit kontrastierendem Mittelsatz und eine Bourrée. Die abschließende Gigue führt kurz vor ihrem Ende noch die für Bach so typische Chromatik ein.

### Suite Nr. 4 D-Dur BWV 1069

#### Besetzung
- Trompete I/II/III
- Pauken
- Oboe I/II/III
- Fagott
- Violine I/II
- Viola
- Basso continuo

#### Sätze
- Ouverture c – 9/8 – c
- Bourrée I c D-Dur
 – Bourrée II ¢ h-Moll
- Gavotte c D-Dur
- Menuett I 3/4 D-Dur
 – Menuett II 3/4 D-Dur
- Réjouissance 3/4 D-Dur

#### Entstehung
Außer in den ersten drei Takten der Ouvertüre verwendet Bach die Trompeten nur zur Dopplung anderer Instrumente; daher wurde vermutet, dass eine Urform ganz ohne Trompeten auskam. Da die Originalpartitur nicht erhalten ist, bleibt dies spekulativ.
Zur Datierung gibt nur die – sicher spätere – Überarbeitung der Ouvertüre in seiner Kantate Unser Mund sei voll Lachens (BWV 110) einen Anhaltspunkt: Hier fügt Bach in den fugierten Mittelteil einen vierstimmigen Chorsatz hinzu. Diese Kantate wurde am 1. Weihnachtstag 1725 aufgeführt; da Bach sich in seinen ersten Leipziger Jahren vor allem auf die Kantatenkomposition konzentrierte, ist – ähnlich wie bei der ersten Suite – anzunehmen, dass er die Partitur aus Köthen oder Weimar mitgebracht hatte.

#### Ouvertüre
Im Gegensatz zur dritten Ouvertüre sind die Oboen obligat, und so werden hier die Instrumentalgruppen gleich am Beginn deutlich voneinander getrennt und gegeneinander eingesetzt. Das Fugato verwendet ein eher unscheinbares Thema in kontinuierlicher Triolenbewegung, dessen charakteristischer Kontrapunkt aus Tonwiederholungen im punktierten Rhythmus verständlich macht, warum Bach später auf diesen Satz zurückgriff, um das Lachen zu illustrieren. Ein erster Soloabschnitt beschäftigt nur die Holzbläser, führt aber kein weiteres Themenmaterial ein. Ein zweiter Soloabschnitt stellt die Einzelchöre vor, lässt sie sich wieder vereinigen und führt sie dann in längeren Passagen gegeneinander, wobei besonders auch die langen motivischen Triolenketten im Bass auffallen. Die dritte Solopassage ist den Streichern vorbehalten, ehe die Oboen wieder hinzutreten und den Abschnitt mit einer weiteren angedeuteten Themendurchführung zu Ende bringen. Der abschließende punktierte Teil ist keine wörtliche Wiederaufnahme des Anfangs, verwendet aber das gleiche Motivmaterial und führt die Instrumentalgruppen mit ähnlicher Intensität gegeneinander. Auffällig ist hier besonders zu Beginn die stark dissonante, ausdrucksvolle Harmonik.

#### Tänze
Die erste Bourrée setzt den Oboen- und den Streicherchor konsequent gegeneinander ein und lässt die Themenabschnitte abwechselnd vortragen, wobei die jeweils andere Gruppe an den Schlüssen kleine fanfarenartige Motive einstreut. Bourrée II (in der parallelen Molltonart) besteht aus klagender, vorhaltbetonter Oboenmelodie über einem witzig-virtuosen Fagottsolo, mit einem kleinen wischenden Einwurfmotiv der Streicher.
In der Gavotte wird die erste Themenhälfte gemeinsam vorgetragen, die zweite besteht aus einem Bassmotiv, über das die Oboen und hohen Streicher abwechselnd schlichte Viertel tupfen.
Das Menuett bildet den Ruhepol und gibt sich eher konventionell. Im ersten Satz doppeln die Oboen die Streicher, im Trio bleiben die Streicher alleine.
Die abschließende Réjouissance treibt ein sehr ungewöhnliches Spiel mit Melodik und Periodik, wie man es eher bei einem Komponisten der nächsten Generation erwarten würde. Eine ausdrucksvolle, weite Intervalle bevorzugende Oberstimme wird von einem stellenweise imitierenden Bass und schlichten, harmonisch ausfüllenden Mittelstimmen gestützt; der zweite Teil teilt die beiden Instrumentalgruppen wieder und enthält geradezu durchführungsartige Züge, besonders in einer Passage vor der Wiederaufnahme des Themas, die exzessive Chromatik auf einem Orgelpunkt einsetzt.

## Datierung
Da Instrumentalstimmen nur aus Bachs Leipziger Zeit vorliegen, wurde oft vermutet, die Werke seien erst zur Zeit von Bachs Übernahme des Collegium Musicum entstanden. Andererseits schienen sie aus stilistischen Gründen gut in seine Zeit als Hofmusiker in Köthen zu passen, besonders die Suiten 1 und 2 mit ihrer etwas kleineren Besetzung.
Neuere Untersuchungen kommen zu dem Schluss, dass die erhaltenen Fassungen zwar wohl für den Leipziger Bedarf geschrieben wurden, dass aber die erschließbaren Erstfassungen wesentlich früher entstanden sein müssen – jedenfalls vor den Französischen Suiten (BWV 812…817). Dies wird aus dem Fehlen gewisser Stilmerkmale im Einleitungsteil der Ouvertüren gefolgert. Da weiter in Bachs Weimarer und Köthener Kantaten eine ganze Reihe von französischen Ouvertüren vorkommen und diese Sätze wegen der Existenz autographer Partituren datierbar sind, konnten weitere präzise Detailvergleiche unternommen werden.
Als Ergebnis scheint heute recht sicher, dass die vierte Ouvertüre (in einer Fassung ohne Trompeten) bereits in Weimar um 1716 entstand, darauf zu Beginn der Köthener Periode (etwa 1718) die dritte in einer reinen Streicherfassung, anschließend die beiden anderen (davon die zweite in a-Moll mit solistischer Violine) jedenfalls vor 1723. Diese Frühfassungen hätten dann wohl die bekannten Ouvertüren, nicht aber schon unbedingt alle Tanzsätze enthalten.

## Weitere Orchestersuiten

### Suite g-Moll BWV 1070
Das Bach-Werke-Verzeichnis listet diese Suite mit einer Besetzung von zwei Violinen, Viola und Basso continuo auf. Der Stil dieses Werkes lässt sich aber nur schwer mit demjenigen Johann Sebastian Bachs in Einklang bringen; es wird heute der nächsten Komponistengeneration, wohl einem seiner Söhne, zugeschrieben.

### Suite F-Dur BWV 1071
Hier handelt es sich um eine Frühform des ersten Brandenburgischen Konzerts. Dieses Konzert beginnt nicht wie die eben besprochenen Suiten mit einer französischen Ouvertüre, sondern stellt in seiner Frühfassung eine sogenannte Italienische Ouvertüre dar – eine dreisätzige Form aus schnellem Konzertsatz, Adagio und Tanz.